# Matthieu Lo Ying Ping
Matthieu Lo Ying Ping (kinesisk : 马修 · 罗英平, født 3. august 1986) er en fransk badmintonspiller.
Han er barn af en kinesisk far og en fransk mor. Han begyndte at spille badminton i en alder af 10 i Union St Bruno Club i Bordeaux, 4 år senere sluttede han sig til Espoir de Talence Bordeaux, og da han var 18 år sluttede han sig til Frankrig nationale badmintonhold hos INSEP.